# Lyndon Dykes
Lyndon John Dykes (ur. 7 października 1995 w Gold Coast) – szkocki piłkarz australijskiego pochodzenia występujący na pozycji napastnika w angielskim klubie Queens Park Rangers oraz w reprezentacji Szkocji. Wychowanek Mudgeeraba, w trakcie swojej kariery grał także w takich zespołach jak Merrimac, Queen of the South, Redlands United, Gold Coast City, Surfers Paradise Apollo oraz Livingston.